# Коперницій
Коперницій (Cn) — хімічний елемент з атомним номером 112.

## Історія
Отриманий 9 лютого 1996 року в Центрі дослідження важких іонів імені Гельмгольца (Gesellschaft für Schwerionenforschung (GSI)) у місті Дармштадт за реакцією:
{\displaystyle \,_{30}^{70}\mathrm {Zn} +\,_{\ 82}^{208}\mathrm {Pb} \to \,_{112}^{278}\mathrm {Cn} ^{*}\to \,_{112}^{277}\mathrm {Cn} +\,_{0}^{1}\mathrm {n} }

## Походження назви
14 липня 2009 офіційно запропоноване ім'я «коперницій» (copernicium) — на честь Миколая Коперника. 19 лютого 2010 Міжнародний союз фундаментальної та прикладної хімії завершив всі необхідні процедури й затвердив нову назву. До цього було вживано тимчасову назву унунбій (Ununbium, Uub, штучно створена назва від латинських числівників 1, 1, 2).

## Властивості
За повідомленнями інституту Поля Шерера у травні 2006 року, проведені експерименти показали, що хімічні властивості коперниція подібні до ртуті. Ці висновки зроблені за результатами спостережень за двома атомами 283Cn. Атоми 283Cn утворені при бомбардуванні плутонію кальцієм і мали період напіврозпаду чотири секунди.

## Відомі ізотопи
| Ізотоп | Маса | Період напіврозпаду | Тип розпаду                                             |
| ------ | ---- | ------------------- | ------------------------------------------------------- |
| 277Cn  | 277  | 0,69+0,69−0,24 мс   | α-розпад в 273Ds                                        |
| 282Cn  | 282  | 0,50+0,33−0,14 мс   | спонтанний поділ                                        |
| 283Cn  | 283  | 4,0+1,3−0,7 с       | α-розпад в 279Ds (не менше, ніж 99 %), спонтанний поділ |
| 284Cn  | 284  | 79+31−19 мс         | спонтанний поділ                                        |
| 285Cn  | 285  | 29+13−7 с           | α-розпад в 281Ds                                        |